# Happened-before
Na ciência da computação, a relação happened-before (denotada: {\displaystyle \to \;}), também referenciada como happens-before (em português, "acontece antes"), é uma relação entre o resultado de dois eventos, de modo que se um evento acontecer antes de outro evento, o resultado deve refletir isso, mesmo que esses eventos sejam na realidade executados fora de ordem (geralmente para otimizar o fluxo do programa). Isto envolve ordenar eventos com base na relação causal potencial de pares de eventos em um sistema concorrente, especialmente sistemas distribuídos assíncronos . Foi formulado pelo cientista da computação estadunidense Leslie Lamport . 
A relação happened-before é formalmente definida como a menos estrita ordem parcial em eventos tal que:
- Se os eventos {\displaystyle a\;}e {\displaystyle b\;}ocorrem no mesmo processo, {\displaystyle a\to b\;}se a ocorrência do evento {\displaystyle a\;} precedeu a ocorrência do evento {\displaystyle b\;}.
- Se evento {\displaystyle a\;}é o envio de uma mensagem e evento {\displaystyle b\;}é a recepção da mensagem enviada no evento {\displaystyle a\;}, {\displaystyle a\to b\;}.

Se dois eventos acontecem em diferentes processos isolados (que não trocam mensagens direta ou indiretamente através de processos de terceiros), então os dois processos são chamados concorrentes, isto é, nem {\displaystyle a\to b} nem {\displaystyle b\to a} são verdade. 
Se existirem outras relações causais entre eventos num determinado sistema, como entre a criação de um processo e o seu primeiro evento, estas relações também são adicionadas à definição. Por exemplo, em algumas linguagens de programação como Java,  C, C++ ou Rust, pode ser considerada a ocorrência de happened-before se a memória gravada pela instrução A for visível para a instrução B, ou seja, se a instrução A completar sua gravação antes da instrução B inicia sua leitura.
Como todas as ordens parciais estritas, a relação acontecido antes é transitiva, irreflexiva e assimétrica, ou seja:
- {\displaystyle \forall a,b,c}, se {\displaystyle a\to b\;} e {\displaystyle b\to c\;}, então {\displaystyle a\to c\;} (transitividade). Isso significa que para quaisquer três eventos {\displaystyle a,b,c}, se {\displaystyle a} aconteceu antes {\displaystyle b}, e {\displaystyle b} aconteceu antes {\displaystyle c}, então {\displaystyle a} deve ter acontecido antes {\displaystyle c} .
- {\displaystyle \forall a,a\nrightarrow a} (irreflexividade). Isso significa que nenhum evento pode acontecer antes de si mesmo.
- {\displaystyle \forall a,b,} se {\displaystyle a\to b} então {\displaystyle b\nrightarrow a} (assimetria). Isso significa que para quaisquer dois eventos {\displaystyle a,b}, se {\displaystyle a} aconteceu antes {\displaystyle b} então {\displaystyle b} não pode ter acontecido antes {\displaystyle a} .

Observemos que a propriedade de assimetria decorre diretamente das propriedades anteriores: por contradição, suponhamos que {\displaystyle \forall a,b,} nós temos {\displaystyle a\to b\;} e {\displaystyle b\to a} . Então por transitividade temos {\displaystyle a\to a,} o que contradiz a irreflexividade.
Os processos que compõem um sistema distribuído não possuem conhecimento da relação happened-before, a menos que utilizem um relógio lógico, como um relógio de Lamport ou um relógio vetorial. Isso permite projetar algoritmos para exclusão mútua e tarefas como depuração ou otimização de sistemas distribuídos e concorrentes.

## Citações
1. ↑  Lamport, Leslie (1978). "Time, Clocks and the Ordering of Events in a Distributed System", Communications of the ACM, 21(7), 558-565.
2. ↑  «Distributed Systems 3rd edition (2017)». DISTRIBUTED-SYSTEMS.NET (em inglês). Consultado em 20 de março de 2021
3. ↑  Goetz et al. 2006, pp. 339-342, §16.1.3 The Java Memory Model in 500 words or less.